# Ban Hong (huyện)
Ban Hong (tiếng Thái: บ้านโฮ่ง) là một huyện (amphoe) của tỉnh Lamphun, miền bắc Thái Lan.

## Lịch sử
Tiểu huyện (king amphoe) Ban Hong được thành lập vào năm 1917, khi khu vực này được tách ra từ huyện Pa Sang. Đơn vị hành chính này đã được nâng cấp thành huyện vào ngày 24 tháng 6 năm 1956.

## Địa lý
Các huyện giáp ranh (từ phía bắc theo chiều kim đồng hồ): Wiang Nong Long, Pa Sang, Mae Tha, Thung Hua Chang và Li của tỉnh Lamphun, Hot và Chom Thong của tỉnh Chiang Mai.

## Hành chính
Huyện này được chia ra thành 5 phó huyện (tambon), các đơn vị này lại được chia thành 59 làng (muban). Ban Hong là một thị trấn (thesaban tambon) nằm trên một phần của tambon Ban Hong. Có 5 Tổ chức hành chính tambon.
| STT. | Tên            | Tên Thái     | Số làng | Dân số |  |
| ---- | -------------- | ------------ | ------- | ------ |  |
| 1.   | Ban Hong       | บ้านโฮ่ง       | 18      | 15.186 |  |
| 2.   | Pa Phlu        | ป่าพลู         | 12      | 7.758  |  |
| 3.   | Lao Yao        | เหล่ายาว      | 12      | 9.641  |  |
| 4.   | Si Tia         | ศรีเตี้ย        | 9       | 6.031  |  |
| 5.   | Nong Pla Sawai | หนองปลาสะวาย | 8       | 4.081  |  |